# General Lagos (Chili)
General Lagos is een gemeente in de Chileense provincie Parinacota in de regio Arica y Parinacota. General Lagos telde 684 inwoners in 2017 en heeft een oppervlakte van 2244 km². General Lagos is de noordelijkste gemeente van Chili en grenst aan Bolivia en Peru. De hoofdstad is Visviri.